# Jun Papa
Pour les articles homonymes, voir Papa.
Jun Papa, né le 14 juillet 1945, à Manille, aux Philippines et décédé le 27 octobre 2005, à Parañaque, aux Philippines, est un joueur philippin de basket-ball. Il évolue durant sa carrière au poste d'ailier

## Palmarès
- Champion d'Asie 1967
- Finaliste du Champion d'Asie 1971